# Femmy Otten

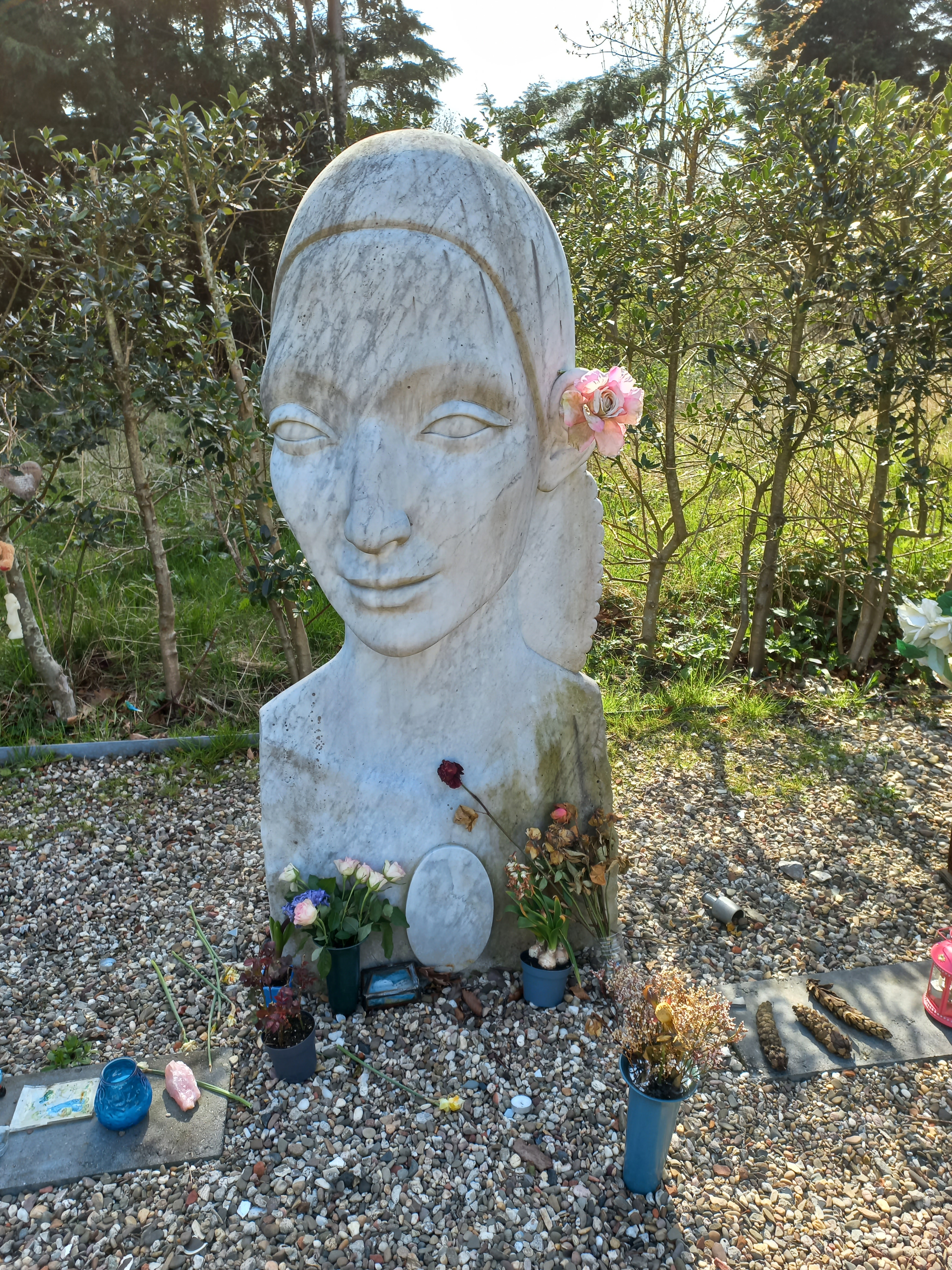
Beeld De Nieuwe Ooster (foto 2022)

And Life Is Over There, 2017, Kalvermarkt, Den Haag

Femmy Otten (Amsterdam, november 1981) is een Nederlands beeldhouwer, kunstschilder, tekenaar en performancekunstenaar.
Zij kreeg haar opleiding aan de Gerrit Rietveld Academie (vooropleiding, 1998-1999), de Koninklijke Academie van Beeldende Kunsten in Den Haag (1999-2004), het Hoger Instituut voor Schone Kunsten in Gent (2009/2010) en de Rijksakademie van beeldende kunsten (2010-2012) in Amsterdam en in Atelier Holsboer in Parijs (2013).
Al sinds 2003 exposeert ze regelmatig in Nederland en België. Haar werk, al dan niet voorkomend uit opdrachten, bevindt zich binnen collecties van diverse Nederlandse musea zoals Museum Voorlinden en het Fries Museum. 
Ze deed in 2008 mee aan Sterren op het Doek, alwaar ze Guus Hiddink mocht portretteren. In 2011 en 2012 werkte ze aan het titelloos werk voor begraafplaats De Nieuwe Ooster. In 2013 won ze de Volkskrant Beeldende Kunst Prijs met als argument “Zij bedrijft de liefde met haar materiaal”. In 2014 mocht ze koning Willem Alexander der Nederlanden portretteren. In 2017 had ze een expositie in De Ketelfactory in Schiedam en kwam het beeld And life is over there voor Den Haag tot stand, geplaatst aan de Kalvermarkt.
Begin jaren twintig van de 21e eeuw kreeg ze een grote opdracht; ze mocht dertien kunstwerken leveren voor de nieuwe Rechtbank Amsterdam aan Parnassusweg 280, Amsterdam-Zuid. In dezelfde periode raakte ze in een Burn-out, waar ze zich maar langzaam bewust van werd. Om zich enigszins (financieel) te ontlasten vertrok ze uit haar atelier in Amsterdam richting Scheveningen, leidend tot meer zeegezichten in haar werk.
Mede door de bevalling van haar tweede dochter werd ze zich meer bewust van het vrouwenlichaam. Ze constateerde dat er al tijdens haar opleiding aan de academie geforceerd mee omgegaan werd. De docenten aldaar kwamen toch voornamelijk uit een tijdperk dat alles rondom mannen was gecentreerd. Er werd geringschattend gedaan over vrouwelijke kunstenaars die, nadat ze eenmaal zwanger waren geraakt, “toch niet tot volle wasdom” zouden kunnen komen. Kunstwerken geïnspireerd op expliciet naakte vrouwen konden steevast op kritiek rekenen met uitspraken als “te meisjesachtig”. De periode van Burn-out gebruikte Otten om zich verder te verdiepen in afbeelding van het vrouwelijk lichaam en moederschap, iets dat ze nauwelijks terugvond in de periode van haar zwangerschap(pen). Dit alles leidde tot een tentoonstelling in het Stedelijk Museum Schiedam onder de titel We once were one. In de tentoonstelling krijgt het moederschap de nadruk met weergaven van vulva, penis, het zwangere lichaam, baby maar ook lichaamshaar krijgt de volle aandacht. Ze kreeg in de nasleep te maken met wat zijzelf omschrijft als “gevaarlijke preutsheid”. Foto’s op social media werden verwijderd, een beeld met blote borsten voor een Haagse school werd afgewezen; museumbezoekers klaagden over de weergegeven geslachtsdelen etc. Daartegenover staat dat ze constateerde dat vrouwelijke kunstenaars hun eigen seksualiteit steeds meer naar voren laten komen tijdens exposities.